# Ceylonthelphusa cavatrix
Ceylonthelphusa cavatrix is een krabbensoort uit de familie van de Gecarcinucidae. De wetenschappelijke naam van de soort is voor het eerst geldig gepubliceerd in 1998 door Bahir.